# Photedes dispersa
Photedes dispersa är en fjärilsart som beskrevs av Wolff 1970. Photedes dispersa ingår i släktet Photedes och familjen nattflyn. Inga underarter finns listade i Catalogue of Life.